# Richard Speight Jr.

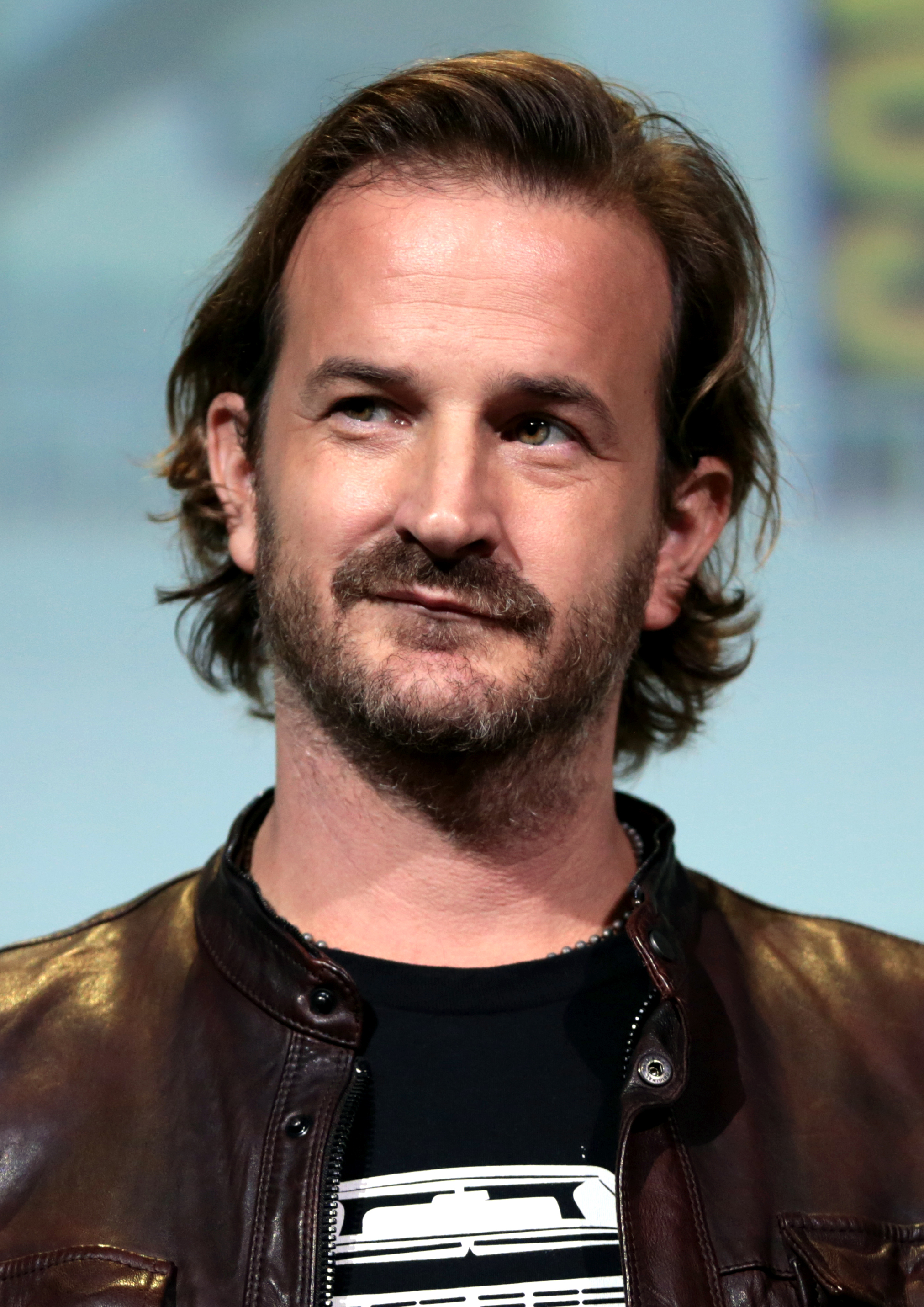
Richard Speight Jr. (2016)

Richard Speight Jr. (* 4. September 1970 in Nashville, Tennessee) ist ein US-amerikanischer Film- und Fernsehschauspieler und Regisseur.

## Leben und Karriere
Speight Jr. wurde in Nashville, Tennessee geboren. Seine Eltern waren Barbara und Richard Speight. Nach seinem Schulabschluss besuchte er die Montgomery Bell Academy und die University of South California’s School of Theater, wo er seinen Abschluss machte (Grad: cum laude).
Speight Jr. spielte die Rolle des Sergeant Warren ‚Skip‘ Muck in der vielfach prämierten Kriegsserie Band of Brothers – Wir waren wie Brüder. Er spielte auch in anderen Serien, zum Beispiel The Agency – Im Fadenkreuz der C.I.A., Emergency Room – Die Notaufnahme, Jericho – Der Anschlag und Supernatural. Weitere Nebenrollen hatte er in Speed 2: Cruise Control, in Jason Reitmans Kurzfilm In God We Trust übernahm er die Hauptrolle. Mit Reitman arbeitete Speight Jr. auch in Thank You for Smoking zusammen.
2010 war er einer der beiden Protagonisten im Fernseh-Spot von PepsiCo. Der Werbespot ist eine neue Version des Spots „PepsiCo versus Coca-Cola“ aus dem Jahre 1995.
Speight Jr. hat zwei ältere Schwestern und ist verheiratet.
Des Weiteren spielt er Gitarre und Bass.

## Filmografie (Auswahl)
- 1984: Augen in der Dunkelheit (Love Leads the Way, Fernsehfilm)
- 1989: Junge Schicksale (ABC Afterschool Specials, Fernsehserie, Folge 17x07)
- 1989: Freddy’s Nightmares (Fernsehserie, 2 Folgen)
- 1990: Condition Red (By Dawn’s Early Light, Fernsehfilm)
- 1990: Matlock (Fernsehserie, Folge 5x09)
- 1992: Demonic Toys
- 1993: Running the Halls (Fernsehserie, 13 Folgen)
- 1995: Amanda und der Außerirdische (Amanda & the Alien, Fernsehfilm)
- 1995: Emergency Room – Die Notaufnahme (ER, Fernsehserie, Folge 2x02 Frischer Wind)
- 1995–1996: Night Stand (Night Stand with Dick Dietrick, Fernsehserie, 2 Folgen)
- 1996: Party of Five (Fernsehserie, Folge 2x15)
- 1996: Independence Day
- 1997, 1999: JAG – Im Auftrag der Ehre (JAG, Fernsehserie, 2 Folgen)
- 1997: Speed 2 (Speed 2: Cruise Control)
- 2000: In God We Trust (Kurzfilm)
- 2001: Band of Brothers – Wir waren wie Brüder (Band of Brothers, Miniserie, 7 Folgen)
- 2001–2003: The Agency – Im Fadenkreuz der C.I.A. (The Agency, Fernsehserie, 36 Folgen)
- 2005: Alias – Die Agentin (Alias, Fernsehserie, Folge 4x04)
- 2005: CSI: Miami (Fernsehserie, Folge 3x22 Verstrahlt)
- 2005: Into the West – In den Westen (Into the West, Miniserie, Folge 1x06)
- 2005: Thank You for Smoking
- 2005: Yes, Dear (Fernsehserie, 2 Folgen)
- 2006: Open Water 2 (Open Water 2: Adrift)
- 2006–2008: Jericho – Der Anschlag (Jericho, Fernsehserie, 21 Folgen)
- 2007–2018: Supernatural (Fernsehserie, 12 Folgen)
- 2009: Life (Fernsehserie, Folge 2x13)
- 2010: Memphis Beat (Fernsehserie, Folge 1x07)
- 2010: Look (Fernsehserie, 3 Folgen)
- 2011–2012: Justified (Fernsehserie, 4 Folgen)
- 2012: Longmire (Fernsehserie, Folge 1x09)
- 2014: CSI: Vegas (CSI: Crime Scene Investigation, Fernsehserie, Folge 15x02 Rausch und Absturz)
- 2015: To Appomattox (Miniserie, 7 Folgen)
- 2016–2017: Kings of Con (Fernsehserie, 10 Folgen)
- 2017: Criminal Minds: Beyond Borders (Fernsehserie, Folge 2x05)
- 2017: Still the King (Fernsehserie, Folge 2x05)
- 2021: Old Henry
- 2023: The Winchesters (Fernsehserie, 1 Folge)
- 2025: 9-1-1: Lone Star (Fernsehserie, 1 Folge)